# Ágoston Judit
Ágoston Judit, Mendelényi Tamásné (Miskolc, 1937. január 21. – Göd, 2013. május 12.) olimpiai bajnok magyar tőrvívó, edző, gyógytornász, Mendelényi Tamás olimpiai bajnok kardvívó felesége.

## Pályafutása
Aktív sportolói pályafutását 1951-ben, a Miskolci Lokomotív vívójaként kezdte, majd még ugyanebben az évben  a Budapesti Lokomotív versenyzője lett. 1955-től a TF Haladás, 1957-től a TFSE (Testnevelési Főiskola Sport Egyesület), 1959-től a BVSC (Budapesti Vasutas Sport Club) tőrvívója volt.
1955-ben negyedik, 1957-ben hatodik volt az ifjúsági világbajnokságon. A universiaden csapatban 1957-ben első, 1959-ben negyedik lett. 1961-ben csapatban második lett a világbajnokságon. Ugyanebben az évben egyéniben hatodik, két év múlva csapatban második, egyéniben harmadik volt az universiaden. 1964-ben olimpiai bajnokságot nyert csapatban. 1969-ben vb bronzérmet ért el csapatban. 1971-ben vb második lett csapatban. 1961-től 1973-ig szerepelt a magyar válogatottban.  1973-ban visszavonult.
1960-ban a Testnevelési Főiskolán testnevelő tanári oklevelet és gyógytornász képesítést, majd 1975-ben ugyanitt vívó szakedzői oklevelet szerzett. 1969-től 1972-ig a KSI (Központi Sportiskola) vezető testnevelő tanára, 1975-től 1985-ig  a BVSC vívóedzője volt.

## Sporteredményei
- olimpiai bajnok:
  - 1964, Tokió: csapat (Dömölky Lídia, Juhász Katalin, Marosi Paula, Rejtő Ildikó)
- kétszeres világbajnoki 2. helyezett:
  - 1961, Torino: csapat (Dömölky Lídia, Juhász Katalin, Marvalics Györgyi, Nyári Magda, Rejtő Ildikó)
  - 1971, Bécs: csapat (Bóbis Ildikó, Szolnoki Mária, Tordasi Ildikó, Rejtő Ildikó)
- világbajnoki 3. helyezett
  - 1969, Havanna: csapat (Kollányi Katalin, Simonffy Ágnes, Szolnoki Mária, Rejtő Ildikó)
- Universiade-győztes:
  - 1957, Párizs: csapat (Juhász Katalin, Kelemen Vera, Morvay Zsuzsa)
- Universiade 2. helyezett:
  - 1963, Porto Alegre: csapat (Damásdy Györgyi, Dömölky Lídia, Gulácsy Mária, Szalontay Katalin)
- Universiade 3. helyezett:
  - 1963, Porto Alegre: egyéni
- Universiade 4. helyezett:
  - 1959, Torino: csapat (Kelemen Vera, Plazzeriano Mariann, Szalontay Katalin)
- Bajnokcsapatok Európa Kupája 2. helyezett (1973)
- Bajnokcsapatok Európa Kupája 3. helyezett (1969)
- háromszoros magyar bajnok
  - csapat: 1958, 1964, 1968